# 优雅狗肝菜
优雅狗肝菜（学名：Dicliptera elegans）是爵床科狗肝菜属的植物，为中国的特有植物。分布于中国大陆的云南、四川等地，生长于海拔1,500米至2,000米的地区，常生于密林边缘以及开阔处，目前尚未由人工引种栽培。

## 别名
金江狗肝菜（云南种子植物名录）